# Château d'Auteuil
Le château d'Auteuil se situe à Berneuil-en-Bray (Oise), dans le Pays de Bray picard, Hauts-de-France, France.

## Histoire
Délaissé  à la fin du XVIe siècle, il est réhabilité au XIXe siècle par le comte Archambault de Combault d'Auteuil. À son décès en 1892, la famille de Kergorlay en hérite. 
Depuis le château est devenu en 1990 la propriété du peintre Hiri, puis en 2001 d'un membre de la jet-set d'origine libanaise, la richissime Mouna Ayoub, avant d'être racheté en 2003 par des amateurs qui y ont aménagé des chambres d'hôtes.
Les façades et toitures du château, le terre-plein entouré de douves sur lequel il est bâti, font l’objet d’une inscription au titre des monuments historiques depuis le 14 septembre 2007. Les parcelles attenantes sont incluses dans l’arrêté de protection.